# Polupredsjednički sustav
Polupredsjednički sustav je model ustrojstva vlasti, oblik parlamentarizma poremećene ravnoteže u korist izvršne vlasti. Oblikovao se unutar parlamentarnog sustava. Dok je u čistom parlamentarnom sustavu vlada i njezin predsjednik temeljno, funkcionalno i jedino tijelo izvršne vlasti, pa je ona stvarno monistička, a formalno dualistička, u polupredsjedničkom sustavu oba tijela izvršne vlasti (državni poglavar i vlada) imaju i pravno i zbiljski ustavne ovlasti, pri čem su ovlasti predsjednika republike veće i odlučujuće, uz činjenicu da ga neposredno bira narod, što ga čini i ustavno i politički moćnijim od vlade, pa on de facto postaje šef izvršne vlasti.
Predsjednik republike imenuje vladu kao i predsjednika vlade te mu je ona politički odgovorna, no istovremeno, vlada je odgovorna i zakonodavnom tijelu. Posredstvom političke odgovornosti vlade i predsjednik je odgovoran zakonodavnom tijelu. Neophodno je postojanje trostrukog političkog konsenzusa; između vlade i većine u parlamentu, zatim između predsjednika republike i vlade, te radi stabilnosti prva dva, konsenzus između predsjednika i većine u parlamentu jer ako predsjednik nema podršku stranke ili stranaka koje imaju većinu u parlamentu, polupredsjednički sustav potrebno je preobraziti u parlamentarni.

## Teorijska određenja polupredsjedničkog sustava
Benjamin Constant, francuski ustavnopravni i politički teoretičar, je 1815. godine oblikovao ideju državnog poglavara kao demokratskog arbitra između zakonodavne i izvršne vlasti koji raspolaže samostalnim ustavnim ovlastima, što je danas predsjednik republike u polupredsjedničkom sustavu. Njegova je ideja bila razrađivana kroz orleanski, vajmarski i degolistički parlamentarizam do suvremenog modela polupredsjedničkog sustava. Svrha je bila da parlamentarni sustav bude što učinkovitiji, a da se poštuje načelo diobe vlasti i predstavnički sustav koji posredstvom naroda ostvaruje svoj suverenitet. 
Pojam polupredsjedničkog sustava u političku je teoriju uveo francuski pravnik i politolog Maurice Duverger. Duvergerova definicija polupredsjedničkog sustava glasi: "Politički režim smatra se polupredsjedničkim ako ustav koji ga ustanovljuje kombinira tri elementa: (1) predsjednik republike izabran je općim pravom glasa; (2) on posjeduje prilično velike ovlasti; (3) nasuprot sebi ima međutim premijera i ministre koji posjeduju izvršne i vladavinske ovlasti i mogu ostati na položaju samo ako se tomu ne protivi parlament". Duverger je ustvrdio da je u političkoj povijesti Europe u 20. stoljeću postojalo sedam ustavnih polupredsjedničkih sustava: Vajmarska Republika (1919-1933), Finska, Austrija, Irska, Island, Portugal i Francuska nakon 1958. kad je usvojen Ustav Pete Republike, odnosno nakon 1962. kad su ustavnim amandmanima ozakonjeni izravni izbori predsjednika države.
U teoriji se često javlja problem imenovanje određenog koncepta. Kao formalna oznaka polupredsjedničkog sustava upotrebljavaju se termini: polupredsjednički sustav, mješoviti sustav, dualistični sustav, hibridni sustav, granični sustav, parlamentarno-predsjednički sustav, dualistični parlamentarizam, ograničeni parlamentarizam, parlamentarni sustav s hegemonijom predsjednika, parlamentarni sustav s dominacijom predsjednika, oblik parlamentarizma s komponentom predsjedničke vlasti, modificirani parlamentarizam, dualistični parlamentarno-predsjednički sustav, demokratska poluparlamentarna verzija predsjedničkog sustava, predsjednički parlamentarizam, kvazipredsjednički sustav, ograničeni prezidencijalizam, sustav bipolarne egzekutive, sustav dualne egzekutive, dvojno vodstvo, dijarhija, fazni model, alternacijski model itd.

## Države s polupredsjedničkim sustavom
- Egipat
- Francuska
- Portugal
- Rusija
- Srbija (de facto)
- Ukrajina